# Het Bildt

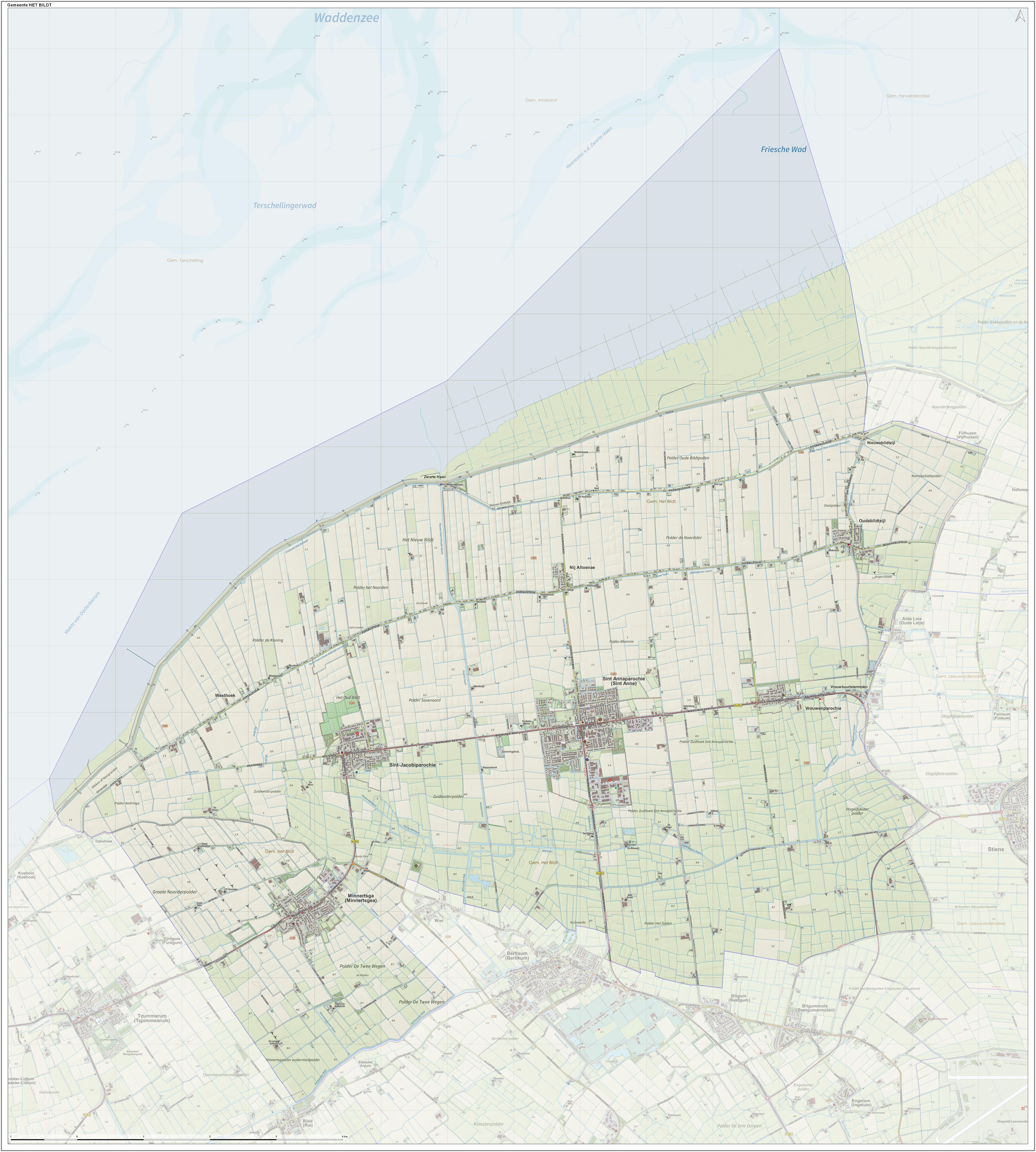
Topografische gemeentekaart van het Bildt, september 2017

Het Bildt (uitspraakⓘ; Bildts:  't Bildt; Fries: It Bilt) is een streek en voormalige gemeente in de Nederlandse provincie Friesland met als hoofdplaats Sint Annaparochie. De gemeente telde 10.502 inwoners (per 30 april 2017, bron: CBS) en ligt aan de Waddenzee met 15,4 km kust. Het Bildt maakte ooit deel uit van de Middelzee en is een van de oudste Nederlandse polders. Hertog George van Saksen liet het gebied in 1505 inpolderen door Hollanders. De bewoners van dit gebied worden Bilkerts genoemd, zijn van een Hollandse oorsprong en spreken een eigen karakteristieke taal. Er wordt zodoende in dit gebied grotendeels, niet het in Friesland gebruikelijke Fries maar, Bildts gesproken. De naam "het Bildt" komt van opgebild, wat opgeslibd betekent. Men is ook niet 'in' het Bildt maar 'op' het Bildt.
De bodem (zeeklei) is zeer vruchtbaar, het gebied leeft van landbouw; voornamelijk pootaardappelen, graan, uien, suikerbieten en in zeer geringe en afnemende mate van fruitteelt. Er is een eigen aardappelras ontwikkeld; de Bildtstar.
Op 1 januari 2018 is de gemeente het Bildt samen met de gemeenten Franekeradeel, Menameradiel en vier dorpen van de gemeente Littenseradiel opgegaan in de nieuwe gemeente Waadhoeke.

## Kernen
De gemeente het Bildt telde tussen 1984 en 2018 zeven officiële dorpen, waarbij het de Nederlandse namen als de officiële hanteerden. Het Friestalige Minnertsga werd in 1984 vanuit de opgeheven gemeente Barradeel bij het Bildt gevoegd. Nij Altoenae kreeg begin deze eeuw een van de twee postcodes van Oude Leije en werd daardoor een officiële kern.

### Dorpen
Aantal inwoners per dorp op 1 januari 2010:
Bron: CBS, "Gemeente Op Maat"
Het dorp Oude Leije viel ook deels binnen het Bildt (verdeeld onder Oudebildtzijl en Vrouwenparochie).

### Buurtschappen
Naast deze officiële dorpen bevonden zich in de gemeente de volgende buurtschappen:
| - Nieuwebildtzijl (Bildts: Nije-Syl) - Oosthoek (Bildts: De Oasthoek) - Stad Niks (Bildts: De Stad Niks) | - Vrouwbuurtstermolen (gedeeltelijk, Bildts: Froubuurtstermoln) - Zwarte Haan (Bildts: (De) Swarte Haan) |

## Gemeentewapen
Het gemeentewapen van het Bildt is omstreeks 1620 voor het eerst in de archieven gekomen, eerst op oude zegels, vervolgens op landkaarten van de gemeente. Het wapen geeft de ontstaansgeschiedenis aan van de gemeente. De blauwe achtergrond staat voor de zee, waaruit het land is gewonnen en tevens de status van kustgemeente. De drie schelpen staan voor de dorpen Sint Annaparochie, Sint Jacobiparochie en Vrouwenparochie. De vruchtbare grond wordt gesymboliseerd door de aren. Het wapen werd vaak ondertiteld en betiteld als 'Aren út Skelpen'.

## Taal
In het poldergebied van het Bildt wordt geen Fries, maar Bildts gesproken. Na diverse studies wordt algemeen aangenomen dat dit Hollandse dialect één (of meerdere) Zuid-Hollandse dialect(en) als basis heeft gehad en dat het door de eeuwen heen (in niet nader vast te stellen mate) beïnvloed is door het Fries uit omliggende gebieden (zie Geschiedenis).
Onlangs heeft professor Kees Kuiken aangetoond uit zijn onderzoek dat de rijke aristocrate Bildts/Zuid Hollandse boeren in de 16e eeuw zeer actief betrokken zijn geweest in de handel in de Harlinger havens en op de Leeuwarder en Franeker markten, er handelscontacten waren met voornamelijk de toenmalige bierhoofdstad Haarlem (en Amsterdam) voor de levering van graan. Het Bildt werd destijds als de graanschuur van Nederland gezien. Daarmee is aangetoond dat het Bildt geen enclave is geweest maar onder invloed heeft gestaan van diverse dialecten en talen waaronder het Fries en de Stadsfries. Gezien de vooraanstaande positie van deze aristocrate Bildtse boeren moet hun taal/dialect ook zijn invloed hebben gehad op de Friese taal en Stadsfriese dialecten. In welke mate valt echter niet meer te achterhalen.
Alleen in het dorp Minnertsga, dat niet in het poldergebied ligt en pas sinds de gemeentelijke herindeling van 1983 tot de gemeente het Bildt behoorde, wordt in hoofdzaak Fries gesproken.

## Politiek

### Gemeenteraad
De gemeenteraad van het Bildt bestond uit vijftien zetels. Laatstelijk (waarnemend) burgemeester van het Bildt was Gerrit Krol.
Hieronder staat de samenstelling van de gemeenteraad sinds 1998 tot de opheffing in 2018:
| CDA                 | 5  | 5  | 4  | 4  | 4  |
| Frije Bilkerts      | -  | -  | -  | 2  | 4  |
| Werkgroep Het Bildt | 4  | 4  | 4  | 4  | 3  |
| PvdA                | 4  | 3  | 5  | 3  | 2  |
| VVD                 | 2  | 3  | 2  | 2  | 2  |
| Totaal              | 15 | 15 | 15 | 15 | 15 |

Lijst van burgemeesters van het Bildt (1851-2012)
Lijst van grietmannen van het Bildt (1555-1851)

### College van B&W
Het College van Burgemeester en Wethouders bestond tot 1 januari 2018 uit:
- Burgemeester: G. Krol – CDA
- Wethouder: N. Haarsma – CDA
- Wethouder: B. Tol – Werkgroep Het Bildt
- Wethouder: H. Blaak – PvdA

## Geschiedenis
Het Bildt maakte ooit deel uit van de Middelzee. Toen deze rond 1300 door een dijk tussen Beetgumermolen en Britsum werd afgesloten, slibden de noordelijke kwelders verder aan. In 1398 werden de Bildtse onbedijkte kwelders tezamen met Ameland door graaf Albrecht van Beieren geschonken aan Arend van Egmont, dit overigens uit louter strategisch belang. Honderd jaar later, in 1498, was het gebied aanzienlijk groter geworden door aanslibbing. Het bestond toen uit het Grote Bildt en het Kleine Bildt, en werd eigendom van hertog Albrecht van Saksen. Zijn zoons Hendrik V van Saksen en George van Saksen kregen Friesland onder hun gezag. Tot dit gebied behoorden ook de eilanden Terschelling, Griend, Ameland en deze buitendijkse kweldergronden, het tegenwoordige Bildt. Hertog Hendrik zetelde zich in de stad Franeker en oefende de feitelijke macht uit. Hij bracht namens zijn vader de inning van (hoge) pachten en belastingen ten uitvoer. Hendrik was een feodaal heerser en daardoor niet geliefd onder de Friese bevolking. Dit resulteerde op 12 mei 1500 in het Beleg van Franeker. Een leger van Friese boeren en edelen belegerden de stad Franeker, maar waren ongetraind en ongeorganiseerd. Ondanks enkele aanvallen had de belegering geen resultaat. Albrecht ontzette de stad op 16 juli 1500 middels een talrijk, haastig bijeengebracht, leger. Na de dood van Albrecht kort daarop in september 1500 volgden Hendrik en Georg hun vader op als heersers van Friesland. Op 26 maart 1501 schonken Hendrik en Georg de stad Franeker een aanzienlijk (200 morgen) stuk buitendijks kwelderland als beloning voor hun trouw aan Hendrik ten tijde van de belegering van Franeker. Deze landen dragen de naam Franekerlanden en zijn tot op de dag van vandaag nog steeds eigendom van de stad Franeker.
Feitelijk had George van Saksen het gouverneurschap van zijn broer Hendrik al enige tijd op zich genomen. Dit omdat Hendrik zijn buik vol had van de Friezen die in zijn ogen een stug en moeilijk volk waren. Hendrik was een feodaal heerser, Georg was daarentegen een capabel leider. Nog voor de formele machtsoverdracht op 30 mei 1505 tekende Georg van Saksen op 22 februari 1505 de overeenkomst om het Bildt te bedijken (het tegenwoordige Oud Bildt).
Daarvoor sloot hertog George van Saksen op 22 februari 1505 een overeenkomst met de gebroeders Dirk, Floris en Jacob van Wijngaarden, en Thomas Beukelaar, de schoonzoon van een van hen. Met deze Zuid-Hollandse heren werd afgesproken dat zij de kwelders zouden indijken tegen vrijstelling van pacht gedurende het eerste jaar. De gebroeders van Wijngaarden stonden bekend om hun eerdere succesvolle inpolderingen in Zeeland, op het Land van Altena. Dat Georg voor dit werk specifiek Hollanders inhuurde had een reden. De vader van Georg, Albrecht, had zich tot zijn dood uitvoerig verdiept in het Friese grondrecht. Het Friese grondrecht bepaalde dat bewerkte buitendijkse kwelders en landen van (Friese) particulieren en kloosters waaronder Mariengaarde na inpoldering in het bezit van deze partijen bleven. Omdat Georg veel geld investeerde (en al niet ruim meer in zijn kasgeld zat) wilde hij zoveel mogelijk pacht ontvangen na inpoldering. Hij beriep zich daarom op het Hollandse recht dat in tegenstelling tot het Friese grondrecht bepaalde dat buitendijks gebied moest worden afgestaan. Om te voorkomen dat de Friezen aanspraak zouden maken stelde Georg daarom Hollanders aan voor de inpoldering. Ondanks deze aanstelling van Hollandse lieden werden er gedurende 16e eeuw toch aanspraken gedaan op het land en vergoedingen. Uiteindelijk zijn er (geringe) vergoedingen betaald voor deze verloren door voornamelijk kloosterordes en Leeuwarder verpachters (nadere toelichting volgt hieronder).
In 1505 werd het Bildt binnen 261 dagen door circa 1500 arbeiders uit onder meer Zuid-Holland, Zeeland, Noord-Brabant en Noord-Holland ingedijkt met een dijk van dik 14 kilometer, de tegenwoordige Oudebildtdijk. In de dijk werden twee sluizen gebouwd, één oostelijk en één westelijk, waarvan die van Oudebildtzijl nog bestaat. Het werk werd nog voor het stormseizoen van 1505 voltooid. Een enorme prestatie in die tijd, omdat het werk werd verricht met zeer beperkt gereedschap zoals schep en kruiwagen. Machines waren er in die tijd nog niet. Wel werd er gebruikgemaakt van een aantal paarden met sleepbakken. Er werd in vijftien ploegen van zogenaamde 'homannen' gewerkt. Eën Homan was een honderd man sterke arbeidersploeg die één kilometer dijk(vak) aanlegde. Dat moest ook wel want de dijk moest voor het stormseizoen voltooid zijn. Tot 1508 werden nog aanpassingen aan de dijk gedaan, zodoende wordt ook wel vermeld dat de aanleg van de dijk tussen 1505 en 1508 plaatsvond. Veel dijkwerkers zijn nadien op het Bildt blijven wonen.
In het midden van de polder werd een kaarsrechte weg aangelegd, in eerste instantie 'Regentenweg' en later 'Middelweg' genoemd. Langs deze weg werden een drietal werkkampen opgericht van waaruit de dijkwerkers iedere dag naar de Oudebildtdijk trokken om aan de dijk te werken. Deze nederzettingen werden vernoemd naar de oorspronkelijke plaatsen (Wijngaarden, Altoenae en Kijfhoek), waar het voornaamste deel van de dijkwerkers vandaan kwamen. Zo ontstonden de drie dorpen: Wijngaarden, Altoenae en Kijfhoek. Elk dorp vormde een katholieke parochie, en de namen daarvan gingen al snel over op de dorpen. Zo ontstonden Sint Jacobiparochie (voor Wijngaarden), Sint Annaparochie (voor Altoenae), en Vrouwenparochie naar Onze Lieve Vrouwe (voor Kijfhoek).
De Friezen maakten zogezegd aanspraak op de kweldergronden die zij voor de aanleg van de Oudebildtdijk bewerkten of wilden daar een redelijke vergoeding voor hebben. Het kweldergebied was een inkomstenbron voor boeren, verpachters en kloosterschappen. De Saksische hertogen hadden naast enkele kleine boeren en cassiers (investeerders/verpachters uit bijvoorbeeld Leeuwarden) in hoofdzaak te maken met het grote kloosterschap Ludingakerke uit het dorp Almenum(nu Harlingen) en Mariëngaarde nabij Hallum.
Ludingakerke was een groot Augustijner kloostergemeenschap in Friesland en had vele kleinere kerkjes/gemeenschappen onder zijn bestuur. De monniken van de deze kerkjes bewerkten de voormalige buitendijkse kweldergronden ten noorden van de Griene Dyk. De premonstratenzer monniken van klooster Mariëngaarde bewerkten het voor hun westelijk kweldergebied (nu oostelijk Bildt) westelijk van Hallum en Oude Leije. Georg van Saksen kwam met Ludingakerke vrij snel tot een overeenkomst voor een vergoeding van de voormalige kweldergronden. Het oostelijk gelegen klooster Mariëngaarde heeft echter lange tijd aanspraak gemaakt op door hen westelijk buitendijks bewerkte kwelders en vergoedingen daarvoor. Het duurde tot 1540 voor er ook een overeenkomst werd gesloten met dit klooster. Klooster Ludingakerke was zeer rijk geworden door de aanleg van de grachten in Harlingen ten behoeve van de handel en was minder afhankelijk van deze kweldergronden dan Mariëngaarde.
Georg van Saksen heeft niet lang van het Bildt mogen genieten, want al in 1514 werd hij genoodzaakt het gehele gebied te verkopen aan keizer Karel V. Hij heeft nog wel een verzoekschrift aan de keizer gestuurd of hij het gebied onder zijn gezag mocht houden, maar dit heeft niet gebaat. Toen de Republiek der Zeven Verenigde Nederlanden zich losmaakte van Spanje, werd het Bildt de negenentwintigste grietenij van Friesland.
Het gebied slibde nog steeds aan en zo werd in 1600 het Buitenbildt ingedijkt (Nij Bildt), dat in 1637 samen met een deel van Oud Bildt door de Staten van Friesland uit geldgebrek aan de pachters werd verkocht. In 1715 werd nogmaals een kweldergebied ingedijkt, de Wester Bildtpollen geheten. Op 12 maart 1751 werd dit met de rest van het Bildt dat nog in bezit was van de Friese Staten verkocht. In 1754 werden de Ooster Bildtpollen ingedijkt.
In de jaren na de aanleg van de Afsluitdijk (1932) verdween de visserij langs de Bildtse kust. Door het dichtslibben van het wad was vissen vrijwel onmogelijk geworden en leverde niet genoeg op om van te leven. Honderden vissers verloren hun werk en een ooit bloeiende vissersgemeenschap is geheel verdwenen. Men viste op een verscheidenheid van vissoorten, incidenteel werden er zeehonden geschoten. Deze visserij, veelal door middel van fuiken haaks geplaatst op de kust, vond plaats ten noorden van Harlingen tot westelijk van Zwarte Haan. Wat nog herinnert aan deze tijd is een monument van Frans Ram genaamd 'De Waadfisker', ter ere van deze waddenvissers. Dit beeld staat nabij de buurtschappen Koehool en Dijkshoek (Franekeradeel), halverwege het kustgebied waar de visserij plaatsvond.
Er waren plannen om het gebied rond de Oude- en Nieuwebildtdijk te laten aanwijzen als beschermd Rijksmonument. Deze plannen zijn eind 2004 door de gemeenteraad afgewezen. Op 27 februari 2009 is er een nieuwe procedure gestart. Zie Rijksbeschermd gezicht Oude en Nieuwe Bildtdijken Het gebied is in 2015 definitief aangewezen.
In 2005 is het vijfhonderdjarig bestaan van het Bildt gevierd.
Het Bildt is met een aantal andere gemeenten opgegaan in de gemeente Waadhoeke per 1 januari 2018. Een onderzoek in opdracht van het lokale nieuwsblad De Bildtse Post wees uit dat bijna 73% van de bevolking tegen een fusie van de gemeente was. Ondanks dit gegeven en naast het uitzonderlijk culturele karakter van de streek, het Bildt is een van oorsprong Hollandse polder met een eigen taal, heeft het gemeentebestuur er toch voor gekozen de bevolking niet te raadplegen. Dit heeft voor een golf van aandacht gezorgd onder lokale, provinciale en landelijke media. De partij de Frije Bilkerts heeft aangedragen om een overkoepelend orgaan in leven te roepen voor de Bildtse organisaties om de Bildtse cultuur beter te kunnen behoeden en te behouden. Hierop is het overkoepelend orgaan Bildts Aigene in het leven geroepen.

## Fruitteelt
In de 17e eeuw is begonnen met het telen van fruit op het Bildt. Al snel bleek dat kleigrond uitermate geschikt was voor het telen van fruitbomen. In de zeventiende eeuw waren het veelal kleine telers, gardeniers, die zich met kleinschalige fruitteelt bezighielden. Veel fruit werd verscheept naar de markten van Franeker, Leeuwarden en Harlingen. De gardeniers verbouwden op kleine schaal appels, peren, pruimen en bessen.
In de 18e eeuw vond er een sterke ontwikkeling plaats in de fruitteelt, doordat er in het begin achttiende eeuw een aantal grotere kwekerijen werden opgezet. De meeste boomgaarden vond men in(nabij) Sint Annaparochie met circa zeventien hectare. Ook in Vrouwenparochie en Berlikum (gelegen in de naburige gemeente Menaldumadeel) nam de omvang toe. De boomgaarden hadden veel te duchten van de straffe zeewind, die altijd aanwezig is in dit kustgebied, en moesten daarom beschermd worden. De boomgaarden werden beschut door middel van boomsingels. Ook werd er steeds slimmer gebruikgemaakt van de grond en werd hoge met lage beplanting gecombineerd zodat men meer kon produceren. Zo werden struikbessen geplant onder appelbomen. Twee eeuwen lang floreerde de fruitteelt en zo ontstond er in Sint Annaparochie een tuinbouwschool, een vruchtenjamfabriek en waren er het hele jaar door veilingen. Veruit het meeste fruit werd geveild op de Harlinger en Leeuwarder veilingen. Er was zelfs een plaatselijk bessenras: Sint Anna Korfke.
Hoewel een oude slogan luidde; "Wie 't Bildt zegt, zegt ook de B van bessen", worden bessen inmiddels niet meer geteeld. Tegenwoordig worden er in hoofdzaak appels, peren en pruimen verbouwd.
In de 20e eeuw raakte de fruitteelt in Sint Annaparochie (en oostelijk daarvan) in verval. Voor de oorlog waren er nog maar een paar kwekers over met enkele hectaren boomgaarden, voornamelijk ten noorden en ten westen van het dorp. Tegenwoordig is er ten westen van Sint Annaparochie nog maar één fruitteler actief met hooguit vier hectare. Vele boomgaarden, met name oostelijk van Sint Annaparochie gelegen, tussen de Langhuisterweg en de Altoeneastraat, zijn gerooid. Veel windsingels zijn behouden gebleven maar ook zijn er veel verdwenen. Westelijk van Sint Annaparochie is een nieuwbouwwijk verrezen, die in de volksmond "de Smotsbuurt" (van Appel-smots ; Appelmoes) genoemd. Hier staat een monument dat herinnert aan de boomgaarden die op die plek stonden. De boomgaard direct ten westen van de "smotsbuurt" is in 2014 gerooid. Ook zijn er in het verleden veel bomen gerooid ten bate van Sportpark De Waaie, waarop voetbalclub VV Sint Annaparochie en kaatsvereniging 'K.F. St.-Anne/Drie spul is ut' actief zijn.
Tot de Tweede Wereldoorlog was de fruitteelt in Sint Jacobiparochie voor eigen gebruik en was handel, in tegenstelling tot Sint Annaparochie, maar bijzaak. Dit veranderde na de oorlog, toen enkele professionele fruitbedrijven werden opgezet, waaronder een proefboerderij om te kijken welke rassen het beste gedijden in deze streek met straffe wind en kleigrond. De ontwikkeling en beschikbaarheid van Tractoren met verbrandingsmotor (en aanverwante machinerie) speelde daarin een grote rol. Tegenwoordig vindt men de meeste boomgaarden ten noorden van Sint Jacobiparochie, waar nog maar één teler actief is. In 2012 waren er nog maar twee fruitbedrijven actief in de gehele gemeente, de fruitteelt op het Bildt is de laatste vijftien jaren gedecimeerd. In 1995 waren er op het Bildt in totaal vier grote telers actief, drie in Sint Jacobiparochie en één in Sint Annaparochie. Mede door de slechte prijzen voor fruit zijn twee telers, A.C. van Alfen en H. van der Gun, gestopt en hebben hun boomgaarden verkocht. De boomgaarden van Van Alfen zijn omstreeks 2012 deels gerooid. De boomgaarden van Van der Gun zijn daarvoor in zijn geheel gerooid ten bate van de landbouw. De enige nog beroepsmatige fruitteler op het Bildt is Dirk de Groot uit Sint Jacobiparochie. Daarnaast houden Dhr. R. Krap (Sint Annaparochie) en Dhr. A.C. van Alfen nog enkele boomgaarden voor niet beroepsmatige doeleinden.

## Noordelijke Elfstedenvaarroute
Een deel van de noordelijke route van de Friese Elfstedentocht en vaarroute gaat door het Bildt. Al geruime tijd gingen er stemmen op om de route bevaarbaar te maken, zodat men de Elfstedentocht ook per boot zou kunnen afleggen. In 2008 is besloten om de vaarroute gereed te krijgen in 2013. De route moest toegankelijk worden voor boten met een maximale kruiphoogte van 2.40 meter met een maximale diepgang van 1.30 meter. Het project had als doel om meer recreatie en toerisme naar dit gebied te trekken, zonder dat daarbij natuur en het landschap in het geding zouden komen. Het was een samenwerkingsverband tussen de gemeenten het Bildt, Menaldumadeel, Ferwerderadiel, Leeuwarden, Leeuwarderadeel, Tytsjerksteradiel, de provincie Friesland en Wetterskip Fryslân. Kosten waren geraamd op 28,3 miljoen euro en zijn voor een groot deel gefinancierd uit een bijdrage van het waddenfonds. Met de bouw van de sluizen was een investering van zes miljoen gemoeid. Ze zijn extra duur uitgevallen, omdat Wetterskip Fryslân een elektrische bediening eiste. Bij een handmatige bediening zou het kunnen gebeuren dat beide sluisdeuren open kwamen te staan, met een elektrisch geregelde bediening is dit risico zo goed als uitgesloten.
De vaarroute op het Bildt kende vele knelpunten, die verhinderden dat de route toegankelijk was voor het waterverkeer. De waterstand op het Bildt, die 35 centimeter lager is dan in de rest van Friesland, lag hieraan ten grondslag. Door het lage waterpeil was de route aan twee zijden afgedamd. De dammen lagen bij Wier en Oude Leije. Het verhogen van de waterstand bleek te kostbaar en zou te veel beperkingen geven en daarom heeft men besloten tot het bouwen van sluizen op de plaatsen van de dammen. In 2011 zijn de sluizen opgeleverd en hebben de namen Anita Andriesensluis en de Schutsluis Wierstersyl gekregen. De laatste werd op 28 april 2011 opgeleverd en is vernoemd naar een eerdere sluis op de plek. De sluizen zijn volledig zelf te bedienen en tevens voorzien van een vispassage. Bij de sluizen zijn ook speciale trappen voor schaatsers aangelegd, tijdens de Elfstedentocht moet men op deze punten Klunen.
Niet alleen de dammen waren een probleem, ook moesten er veertien bruggen worden opgehoogd om een doorvaarthoogte van ongeveer 2,40 meter te realiseren en is er 500 meter aan aanlegsteigers aangelegd. De bruggen zijn in 2011 opgehoogd. In 2012 en 2013 restte nog het verbreden, uitdiepen en het aanbrengen van walbeschoeiing (natuurvriendelijke oevers). Voor het verbreden is land aangekocht, veelal van boeren. Er zijn uiteindelijk ook enkele boeren onteigend, doordat de partijen het niet eens werden. Vanaf de oplevering van beide sluizen in 2011 en de opleveringsdatum in juli 2013 was de route toegankelijk (maar i.v.m. het uitdiepen en aanbrengen van de walbeschoeiing wat nog gaande was geheel op eigen risico).
Voor de schaatsers betekent het ook dat de route, ook wel bekend als ‘de hel van het Noorden’ een stuk minder lastig wordt, met name door de verhoging van de bruggen.
In 1986 was het in het Bildt – tussen Wier en Vrouwenparochie – dat Evert van Benthem tijdens de Elfstedentocht wist te ontsnappen uit de kopgroep en uiteindelijk, net als het voorgaande jaar, de overwinning opeiste bij de mannencompetitie. Drie Friezen wisten hier beelden van te schieten, die later zijn gedigitaliseerd en in 2024 zijn overgedragen aan het Fries Film & Audio Archief. 

## Herindeling
Op 1 januari 1984 werd het gebied rond Minnertsga aan het Bildt toegevoegd, in het kader van een gemeentelijke herindeling in Friesland. Dit is een veel ouder gebied; het is nooit ingedijkt. Het dorp bestaat al duizend jaar.
Op 1 januari 2018 fuseerden de gemeenten Franekeradeel, Menameradiel, het Bildt en vier dorpen van Littenseradiel tot een grote fusiegemeente met als naam Waadhoeke. De ambtelijke werknaam was Westergo.

## Aangrenzende gemeenten
| Aangrenzende gemeenten | Aangrenzende gemeenten | Aangrenzende gemeenten | Aangrenzende gemeenten | Aangrenzende gemeenten |
| ---------------------- | ---------------------- | ---------------------- | ---------------------- | ---------------------- |
| Terschelling           |                        | Ameland                |                        | Ferwerderadeel         |
|                        |                        |                        |                        |                        |
|                        |                        |                        |                        |                        |
|                        |                        |                        |                        |                        |
| Franekeradeel          |                        | Menaldumadeel          |                        | Leeuwarderadeel        |

## Cultuur

### Monumenten
In de gemeente zijn er een aantal rijksmonumenten en oorlogsmonumenten, zie:
- Lijst van rijksmonumenten in het Bildt
- Lijst van oorlogsmonumenten in het Bildt

### Kunst in de openbare ruimte
In de gemeente zijn diverse beelden, sculpturen en objecten geplaatst in de openbare ruimte, zie:
- Lijst van beelden in het Bildt